# Ариљево
Ариљево (мкд. Арилево) је насеље у Северној Македонији, у западном делу државе. Ариљево припада општини Крушево.

## Географија
Насеље Ариљево је смештено у западном делу Северне Македоније. Од најближег већег града, Прилепа, насеље је удаљено 40 km западно.
Ариљево се налази на западном ободу Пелагоније, највеће висоравни Северне Македоније. Насеље је положено на средишњим висовима Бушеве планине. Надморска висина насеља је приближно 960 метара.
Клима у насељу је планинска због знатне надморске висине.

## Становништво
По попису становништва из 2002. године Ариљево је имало 13 становника.
Претежно становништво у насељу су етнички Македонци (100%).
Већинска вероисповест у насељу је православље.